# Die Simpsons/Staffel 28
Die 28. Staffel der US-amerikanischen Zeichentrickserie Die Simpsons wurde vom 25. September 2016 bis zum 21. Mai 2017 auf dem US-amerikanischen Sender Fox ausgestrahlt. Die deutschsprachige Erstausstrahlung fand vom 29. August 2017 bis zum 13. März 2018 auf dem Free-TV-Sender ProSieben statt.
Es ist die letzte Staffel mit Bernd Simon als Synchronsprecher für Moe Szyslak, da er am 27. November 2017 verstarb.

## Episoden
| Nr. (ges.) | Nr. (St.) | Deutscher Titel                   | Originaltitel                | Erstausstrahlung USA | Deutschsprachige Erstausstrahlung (D) | Regie             | Drehbuch                                    | Zuschauer (USA) | Prod. Code |
| --- | --------- | --------------------------------- | ---------------------------- | -------------------- | ------------------------------------- | ----------------- | ------------------------------------------- | --------------- | ---------- |
| 597 | 1         | Springfield aus der Asche         | Monty Burns’ Fleeing Circus  | 25. Sep. 2016        | 29. Aug. 2017                         | Matthew Nastuk    | Tom Gammill & Max Pross                     | 3,36 Mio.       | VABF20     |
| 598 | 2         | Die virtuelle Familie             | Friends and Family           | 2. Okt. 2016         | 5. Sep. 2017                          | Lance Kramer      | J. Stewart Burns                            | 6,00 Mio.       | VABF18     |
| 599 | 3         | Stadt ohne Gnade                  | The Town                     | 9. Okt. 2016         | 12. Sep. 2017                         | Rob Oliver        | Dave King                                   | 3,22 Mio.       | VABF17     |
| 600 | 4         | Trocken, tot und tödlich          | Treehouse of Horror XXVII    | 16. Okt. 2016        | 19. Sep. 2017                         | Steven Dean Moore | Joel H. Cohen                               | 7,44 Mio.       | VABF16     |
| * Dry Hard: Springfield leidet unter einer langanhaltenden Dürre und Mr. Burns, der den Wasserspeicher kontrolliert, lässt die Kinder der Stadtbezirke in einem tödlichen Wettbewerb gegeneinander antreten. Parodie auf die Tribute-von-Panem-Reihe. - BFF/R.I.P.: Lisas imaginäre Freundin Rachel ermordet die realen besten Freunde des Mädchens. - Moefingers: Parodie auf James-Bond-Filme mit Homer als Superschurke und Bart als Bond. |           |                                   |                              |                      |                                       |                   |                                             |                 |            |
| 601 | 5         | Fake-News                         | Trust but Clarify            | 23. Okt. 2016        | 26. Sep. 2017                         | Michael Polcino   | Harry Shearer                               | 3,36 Mio.       | VABF21     |
| 602 | 6         | Mein peinlicher Freund            | There will be Buds           | 6. Nov. 2016         | 10. Okt. 2017                         | Matthew Faughnan  | Matt Selman                                 | 3,14 Mio.       | VABF22     |
| 603 | 7         | Fidel Grampa                      | Havana Wild Weekend          | 13. Nov. 2016        | 17. Okt. 2017                         | Bob Anderson      | Dan Castellaneta, Deb Lacusta, Peter Tilden | 7,13 Mio.       | VABF19     |
| 604 | 8         | Affenhilfe                        | Dad Behavior                 | 20. Nov. 2016        | 24. Okt. 2017                         | Steven Dean Moore | Ryan Koh                                    | 2,88 Mio.       | WABF01     |
| 605 | 9         | Mr. und Mrs. Smithers             | The Last Traction Hero       | 4. Dez. 2016         | 7. Nov. 2017                          | Bob Anderson      | Bill Odenkirk                               | 5,77 Mio.       | WABF03     |
| 606 | 10        | Krustliche Weihnachten            | The Nightmare after Krustmas | 11. Dez. 2016        | 21. Nov. 2017                         | Rob Oliver        | Jeff Westbrook                              | 5,60 Mio.       | WABF02     |
| 607 | 11        | Ein Schweinchen namens Propper    | Pork and Burns               | 8. Jan. 2017         | 14. Nov. 2017                         | Matthew Nastuk    | Rob LaZebnik                                | 8,19 Mio.       | WABF06     |
| 608 | 12        | Der große Phatsby (1): Der Verrat | The Great Phatsby, Part 1    | 15. Jan. 2017        | 2. Jan. 2018                          | Chris Clements    | Dan Greaney                                 | 6,90 Mio.       | WABF04     |
| 609 | 13        | Der große Phatsby (2): Die Rache  | The Great Phatsby, Part 2    | 15. Jan. 2017        | 2. Jan. 2018                          | Timothy Bailey    | Dan Greaney & Matt Selman                   | 6,90 Mio.       | WABF05     |
| 610 | 14        | Fettscarraldo                     | Fatzcarraldo                 | 12. Feb. 2017        | 9. Jan. 2018                          | Mark Kirkland     | Michael Price                               | 2,40 Mio.       | WABF07     |
| 611 | 15        | Homersche Eröffnung               | The Cad and the Hat          | 19. Feb. 2017        | 16. Jan. 2018                         | Steven Dean Moore | Ron Zimmerman                               | 2,44 Mio.       | WABF08     |
| 612 | 16        | Krise nach Kamp Krusty            | Kamp Krustier                | 5. März 2017         | 23. Jan. 2018                         | Rob Oliver        | David M. Stern                              | 2,56 Mio.       | WABF09     |
| 613 | 17        | 22 für 30                         | 22 for 30                    | 12. März 2017        | 30. Jan. 2018                         | Chris Clements    | Joel H. Cohen                               | 2,61 Mio.       | WABF10     |
| 614 | 18        | Der Uhr-Großvater                 | A Father’s Watch             | 19. März 2017        | 6. Feb. 2018                          | Bob Anderson      | Simon Rich                                  | 2,40 Mio.       | WABF11     |
| 615 | 19        | Homer Academy                     | Caper Chase                  | 2. Apr. 2017         | 13. Feb. 2018                         | Lance Kramer      | Jeff Westbrook                              | 2,13 Mio.       | WABF12     |
| 616 | 20        | Auf der Suche nach Mr. Goodbart   | Looking for Mr. Goodbart     | 30. Apr. 2017        | 20. Feb. 2018                         | Michael Polcino   | Carolyn Omine                               | 2,30 Mio.       | WABF13     |
| 617 | 21        | Moho House                        | Moho House                   | 7. Mai 2017          | 6. März 2018                          | Matthew Nastuk    | Jeff Martin                                 | 2,34 Mio.       | WABF14     |
| 618 | 22        | Dogtown                           | Dogtown                      | 21. Mai 2017         | 13. März 2018                         | Steven Dean Moore | J. Stewart Burns                            | 2,15 Mio.       | WABF15     |